# Георгиос Хардалиас
Георгиос Д. Хардалиас (на гръцки: Γεώργιος Δ. Χαρδαλιάς) е гръцки солунски общественик.

## Биография
Георгиос Хардалиас е роден в семейство, произхождащо от аграфското арумънско село Граница и отличило се в антиосманските борби. Заедно с брат си Василиос се занимават с търговия в Солун. Член е на солунската гръцка община от 1884 година, а в 1894 година е избран в Управителния съвет заедно с Алфред Абът, Григориос Граварис, З. Саропулос и Ст. Хадзилазару. Хардалиас е активен член на Солунското благотворително мъжко общество, като в 1895 година е негов председател.